# Argyractis aeglesalis
Argyractis aeglesalis là một loài bướm đêm trong họ Crambidae.